# مجازر ديار بكر (1895)
مجازر ديار بكر هي مجازر حدثت في ولاية ديار بكر ضمن الدولة العثمانية بين عامي 1894-1896 من ضمن المجازر الحميدية التي استهدفت سكان المنطقة من المسيحيين.
استهدفت المجازر بداية الأرمن بتحريض من بعض رجالات الدولة والدين العثمانيين بحجة رغبتهم بتفكيك الدولة، غير أنها سرعان ما اتخذت منحًا معادي للمسيحيين بشكل عام بانتقالها إلى ولاية ديار بكر وريفها ومناطق طور عابدين التي شكل السريان أغلب مسيحيها.

## خلفية
بدأ الأكراد بالإغارة على قرى ولاية ديار بكر في السنوات التي أعقبت مجاعة عصفت بتلك المنطقة تلتها معارك شرسة بين الأغوات الأكراد وعرب شمر. في آب 1888 هاجم أحد الأغوات الأكراد قرى سريانية في طور عابدين وقتل 18 من سكانها، ولم تلقى بعدها طلبات البطريرك إغناطيوس بطرس الرابع بالتحقيق في الأمر آذانا صاغية في الباب العالي. فحدث في تشرين الأول 1889 أن أغار أحد الأغوات الأكراد على عدة قرى سريانية قام خلالها بقتل 40 قروي من بينهم أطفال ونساء. كانت هذه الأحداث أولى إشارات المجازر التي اتصفت بها السنوات اللاحقة في ولاية ديار بكر.
جاءت أحداث 1894-1896 لدى خروج نحو 4000 أرمني في ولاية بدليس عن طاعة العثمانيين بعد أن تأخرت وعود الإصلاح المقدمة من قبل السلطان عبد الحميد الثاني بحسب بنود مؤتمر برلين. رد العثمانيون بإرسال الجيش بدعم من الخيالة الحميدية وبعض الزعماء المحليين الأكراد. وبعض اشتباك مع المتمردين الأرمن انتهى بقتلهم نزل الأكراد إلى القرى الأرمنية بالقرب من سيلوان وقاموا بـمجازر تم فيها حرق العديد من القرى المسيحية وراح ضحية هذه الأعمال أكثر من 7500 شخص، وأدى تدخل الدول الأوروبية إلى إقالة والي بطلس في كانون الأول 1895. بانتشار أخبار الاشتباكات والمجازر انتقلت حمى المجازر إلى ولاية ديار بكر كما انتشرت الدعوات المحرضة على المسيحيين فيها. وبدأت المجازر في مدينة ديار بكر نفسها عندما هاجم المسلمون محلات المسيحيين بها. وسرعان ما وجهت أعمال العنف إلى المسيحيين بدون أستثناء، بعد انتشار إشاعات بتامرهم على السلطان . وعين السلطان والي بطلس المقال حاكما لولاية ديار بكر بعد شهر من إقالته.
بحلول أيلول وصلت الفوضى إلى القسطنطينية فجرت مذابح في الأحياء المسيحية بالمدينة، وزاد الضغط الخارجي على السلطان الذي خضع بالنهاية لمطالب الدول الأوروبية وأصدر فرمانا بالإصلاحات في كانون الأول 1895.
بانتشار أخبار الفرمان إلى ديار بكر عم الغضب مسلميها الذين عدوا القرار خضوعا للقوى الإستعمارية وأرسل عدد من وجهاء البلدة برقية إلى السلطان جاء فيها:
كما وعده قادة العشائر بإرسال 10,000 مقاتل كردي.
وخلال نفس الشهر بيعت الأسلحة الخفيفة في ديار بكر بأسعار زهيدة لمواطنيها المسلمين، كما قدم للمدينة شيوخ وأغوات عرفوا بعدائهم للمسيحيين وكانوا قد شاركوا بمجازر الأرمن قبل أسابيع في ساسون وموش وما حولها.

## مجزرة ديار بكر
بدأت المجزرة بديار بكر من الجامع الرئيسي بالمدينة، وانتقلت بعدها إلى السوق الرئيسي فتم قتل جميع المسيحيين به. بعد ذلك بدأت عمليات النهب والسلب التي شارك بها العامة والمسئولون الحكوميون على حد سواء. وبعد الأنتهاء من السلب تم حرق السوق بأكمله ما أدى لخسارة مالية قدرت بحوالي مليوني ليرة تركية.
لم تبدأ عمليات الإبادة حتى صباح اليوم التالي وتم خلالها الهجوم على بيوت المسيحيين بيتا بيتا بطريقة منظمة، وقتل الرجال والنساء والأطفال وخطفت الفتيات. ويروي نائب القنصل الفرنسي أن السلطات قامت بغلق أبواب المدينة «خشية مجيء العشائر الكردية من أطراف المدينة والتي لا تفرق بين مسلمين ومسيحيين في غاراتها».
تمكن بعض المسيحيين من حماية أنفسهم عن طريق الأسلحة القليلة التي امتلكوها بالتجمع في الحارات الضيقة، واستقبل دير الآباء الكبوشيون في المدينة أكثر من 3000 مسيحي من جميع الملل، واحتمى حوالي 1500 بالقنصلية الفرنسية.
انتهت المذابح بديار بكر بعد ثلاث أيام بأمر من الوالي الذي تلقى على الأغلب أمرا بذلك من السلطان نفسه.
وبلغ عدد القتلى داخل المدينة حوالي 1000 من جميع الطوائف المسيحية بالإضافة إلى 1000 مفقود. كما وقع عدد مماثل من القتلى بالقرى المحيطة.
نجا العديد من المسيحيين من عمليات القتل بأن اعلنوا إسلامهم تحت تهديد السلاح، وبحسب روايات معاصرة فقد تحول حوالي 25000 ألف من الأرمن فقط إلى الإسلام خلال هذه المجازر. عاد العديد منهم إلى المسيحية بعد انتهاء فترة الاضطهاد وعادوا إلى قراهم مجددا.

## مجازر ريف ديار بكر
استمرت المجازر لــ 46 يوماً بعد مجزرة ديار بكر. في قرية السعدية التي قطنها 3000 من الأرمن والسريان قام الأكراد بقتل الرجال ثم النساء وأخيراً الأطفال. تمكنت مجموعة من الاحتماء بإحدى الكنائس غير أن المهاجمين قاموا بإحراقها. ولم ينج من القرية سوى ثلاثة.
وفي ميافارقين ذات ال-3000 نسمة من الأرمن والسريان الأرثوذكس والبروتستانت لم ينج منها سوى 15 بعد أن قتل سكانها بطرق مماثلة لما حدث بالسعدية.
كما طالت المجازر قرى سريانية بالكامل كما في قرة باش وقطربول التي قضى معظم سكانها الذين احتموا بكنيستها بعد حرقها. ويروي إسحاق أرملة أن قرى بأكملها قتل سكانها البالغ مجموعهم 4000 عن بكرة أبيهم، ومحيت من الخارطة.

## مجازر طور عابدين
لم تتعرض ماردين كبريات مدن سنجق ماردين إلى مجازر تذكر وذلك بسبب تعاضد مسلميها مع مسيحييها بالرغم من دعوة مسئولين من ديار بكر لهم بالاقتصاص من المسيحيين. كما أن المدينة تمتاز بكون بيوت المسلمين والمسيحيين مختلطة بدرجة كبيرة بحيث يصعب التفريق بينهما فعلم أعيانها أن دخول قوات خارجية سيؤدي إلى مذبحة لن يتم التفريق فيها بين الطرفين. وصلت طلائع الفرق الكردية إلى المدينة في 9 تشرين الثاني بعد تدميرهم لقرية عين سنجا المجاورة وقد تصدى لهم مجموعة من الأعيان المسلمين الذين قاموا بتوزيع قطع السلاح على سكانها المسيحيين كذلك، وباءت محاولتان لاحقتان لاقتحام المدينة بالفشل كذلك.
على الرغم من نجاة مسيحيي ماردين من القتل، اختلفت أوضاع أقرانهم في ريف طور عابدين. فهوجمت قرية تل أرمن وحرقت كنيستها. الكلية تعرضت كذلك للتدمير وحرقت كنيستها وقتل حوالي 50 من سكانها. كما دمرت قرية بنابل التي حوت 150 بيتا. بينما نجت المنصورية بعد أن تلقى أهلها دعماً من القرى المجاورة.
احتمى مسيحيو القرى المجاورة لـدير الزعفران داخل أسواره وقاموا بتكوين دفاعات تمكنت من رد المهاجمين من الأكراد الذين حاصروهم خمسة أيام. يذكر إسحاق أرملة روايتين مختلفتين عن دور الجيش العثماني، في الأولى يقوم الجيش بقصف الدير بمدفعيته قاتلاً 70 من المحتمين به قبل أن يقوم بمرافقتهم إلى قراهم وتوفير الحماية لهم. وفي الثانية، والتي تتوافق مع الرواية الرسمية، يذكر أن الأكراد هاجموا الدير بمفردهم وأن الجيش العثماني وصل الدير بقيادة المتصرف وطلب من الأكراد الانسحاب ولدى رفضهم هاجمهم وقتل منهم 80 رجلا.
يتفق المؤرخون أن مدينة الجزيرة شرقي طور عابدين اتسمت بالهدوء والأمان طيلة فترة المجازر غير أن القرى السريانية المتركزة حول مديات لم تسلم من التدمير والقتل. ويروي الراهب الدومنيكي غالانت لدى مروره بهذه المناطق سنة 1896 أن مشاهد السلب والنهب كانت لا تزال ناظرة للعيان من خلال البيوت والكنائس المدمرة والمهجورة.
بلغ عدد سكان سنجق ماردين بعد المجازر وقبيل بداية الحرب العالمية الأولى حوالي 200,000، شكل المسيحيون حوالي خمسي عدد سكانه. كما أصبحت نسبة الأكراد حوالي 50% من عدد سكان طور عابدين البالغ حوالي 45,000.

## موقف الكنيسة السريانية الأرثوذكسية
تختلف الرواية الرسمية للكنيسة السريانية الأرثوذكسية إلى حد بعيد عن رواية المؤرخين ومعاصري الأحداث، فيذكر البطريرك إغناطيوس أفرام الأول برصوم في تأريخه للأحداث في أربعينيات القرن العشرين أن إغناطيوس عبد المسيح الثاني دخل المدينة لدى سماعه أخبار قتل الأرمن وأرسل برقية إلى السلطان يدعوه فيها إلى حماية السريان، ويشبه الكنيسة بفلك نوح الذي خلص المؤمنين.
بينما يذكر القس إسحاق أرملة أن البطريرك بعث رسولا إلى الوالي، غير أنه قتل ولكن الرسالة وصلت للوالي الذي دعا البطريرك لمقابلته فعبر البطريرك المدينة ماشيا على جثث المسيحيين التي امتلأت بها شوارع المدينة وبعد مقابلته للوالي دعاه الأخير للالتجاء مع اتباعه إلى كنيسة السريان الرئيسية بالمدينة، فمضى البطريرك نحو الكنيسة.
وبحسب قصة شعبية فأن البطريرك أصيب بمس في عقله لرهبة ما شاهده في ديار بكر، فأدمن الشرب بعد عودته إلى مقر بطريركيته بماردين ما أدى إلى عزله وحرمانه فانتقل إلى الهند ليرعى كنيستها السريانية.
تذهب رواية البطريرك برصوم بخصوص طور عابدين أن اثنين من أعيان السريان فيها أرسلا في طلب الحماية من السلطات العثمانية فأرسل والي ديار بكر قوة طردت الأكراد وحرست القرى حتى نيسان 1896, فسلمت المنطقة بذلك من المجازر.
بحسب عدة مصادر، كانت السلطات العثمانية قد أجبرت كبار رجال الدين، بمن فيهم بطريرك الكنيسة السريانية الأرثوذكسية على توقيع وثائق رسمية جاء فيها أن الولاية أصبحت في حالة فوضى بسبب تمرد الأرمن بها. أدى هذا إلى حنق المسيحيين عليهم واحتلال الكنائس ومنعهم من إقامة القداديس بها، بل وحتى الاعتداء على بعض رجال الدين. وكانت هذه إحدى الحجج التي ساقتها السلطات العثمانية لتبرير أعمال القتل.